# 1832 aux échecs
| Années des échecs : 1829 - 1830 - 1831 - 1832 - 1833 - 1834 - 1835    |
| Décennies des échecs : 1800 - 1810 - 1820 - 1830 - 1840 - 1850 - 1860 |

Cet article présente les faits marquants de l'année 1832 aux échecs.

## Événements majeurs
Petrov analyse la défense russe, ou défense Petrov, qui porte son nom.

## Naissances
- 7 août : Max Lange, joueur d'échecs allemand et compositeur de problèmes d'échecs. Il sera plusieurs fois champion d'Allemagne.